# Glencoe (Wisconsin)
Glencoe – miasto w Stanach Zjednoczonych, w stanie Wisconsin, w hrabstwie Buffalo.